# Inge Ginsberg
Inge Ginsberg (geboren als Ingeborg Neufeld am 27. Januar 1922 in Wien; gestorben am 20. Juli 2021 in Zürich) war eine österreichisch-schweizerische Journalistin, Autorin und Sängerin.

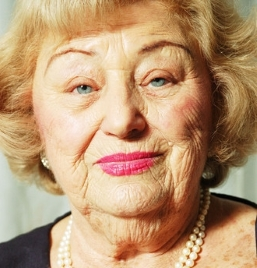
Inge Ginsberg mit 92 Jahren

## Leben

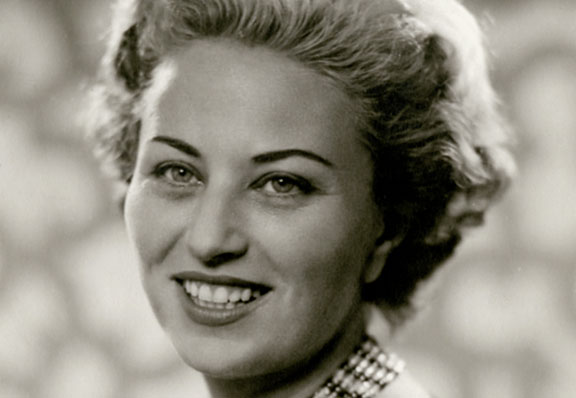
Inge Ginsberg um 1960

Geboren als Ingeborg Neufeld wuchs sie in Wien als Mitglied einer wohlhabenden jüdischen Familie auf. Die Familie kann ihre österreichischen Wurzeln 800 Jahre auf eine Ansässigkeit als Klosterjuden des Klosterstifts Melk zurückführen.
Ginsberg ging in die Schubert-Volksschule Grünentorgasse 9, danach in das Schubert-Realgymnasium Glasergasse 25, anschließend in das Chajes-Gymnasium. Nach dem sogenannten Anschluss Österreichs 1938 an „Großdeutschland“ wurde das Leben ihrer Familie auseinandergerissen. Der Vater, Fritz Neufeld, wurde zuerst in das KZ Dachau eingewiesen und war später 1939 unter den 937 jüdischen Passagieren an Bord des HAPAG-Passagierschiffs St. Louis während dessen langer Irrfahrt nach Kuba und zurück.
Die Mutter konnte 1942 mit den beiden Kindern Inge und Hans Walter über die Alpen in die Schweiz fliehen, nachdem sie jahrelang in Wien illegal überlebt hatten. Die Neufelds landeten dann, wie viele andere Flüchtlinge, in ihrem Zufluchtsland zunächst im Auffanglager Adliswil und später dann in mehreren Arbeitslagern: Luzern, Langenbrück und Lugano.
1944 wurde Inge durch Vermittlung die Stelle einer Haushälterin in Lugano angeboten. Ihre Arbeitsstelle war in einer vom OSS, dem amerikanischen Nachrichtendienst, finanzierten Villa, von der aus gegen die deutschen Truppen in Norditalien spioniert wurde.
Nach dem Krieg heiratete sie ihren ersten Ehemann Otto Kollmann, der mit ihr schon die Flucht aus Wien angetreten hatte. In den folgenden Jahren lebten sie hauptsächlich in Zürich und arbeiteten zusammen an ihrer Musikerkarriere.
1956 trennte sich Inge von ihrem Mann und arbeitete in Zürich als Journalistin bei der Weltwoche. Auf Einladung des Weizmann-Instituts konnte sie beim ersten Flug der El Al auf der neuen Direktlinie Zürich–Tel Aviv als Gast mitfliegen.
In Israel lernte sie dann ihren zweiten Mann, Hans Kruger, kennen, mit dem sie seit 1960 verheiratet war. Als Hotelmanager des ersten Luxushotels in Israel, des Dan Hotels Tel Aviv, ermöglichte er ihr wieder ein wohlhabendes Leben. Ursprünglich hatte sie geplant, ein Pionierleben in einem Kibbuz zu führen. Eine Tel Aviver Wohnung kaufte sie vom Verkaufserlös dreier Farmen in der Nähe von Haifa. Diese hatte ihre weitsichtige Großmutter, eine lebenslange Zionistin, bereits 1936 erworben.
In Israel lernte sie auch ihren dritten Mann kennen, ebenfalls ein jüdischer Emigrant aus Wien. Mit Kurt Ginsberg zog Inge nach Ecuador und heiratete ihn 1972, nach einer schwierigen Scheidung von Hans Kruger. Auf Basis ihrer Zeit in Ecuador schrieb sie mehrere Bücher. Das Ehepaar lebte abwechselnd in Quito, Tel Aviv und in der Schweiz. Aus gesundheitlichen Gründen zog das Ehepaar Ginsberg nach New York. Als Kurt Ginsberg 1999 verstarb, behielt Inge Ginsberg den Namen und lebte seitdem sowohl in der Schweiz (Zürich/Arosa) als auch in New York.
2020 überlebte sie eine Covid-19-Erkrankung. Sie starb am 20. Juli 2021.

## Spionage

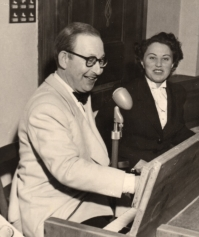
Inge und Otto Kollmann um 1950

1944 hatte Otto Kollmann eine Arbeit als Barpianist im Cafe Federale in Lugano. Er wurde vom amerikanischen Geheimdienst OSS angeworben, um die deutschsprachigen Gäste auszuhorchen. Durch seine Vermittlung wurde Inge als Haushälterin in der Diplomatenvilla „Villa Westphal“ eingestellt. Die Bewohner der Villa waren vor allem Amerikaner, aber auch Italiener, die über die nahe Grenze kamen und gingen, um dort die deutschen Besatzer und die italienischen Faschisten zu bekämpfen. Inge war aktiv daran beteiligt, aus dem Tessin Waffen ins Kriegsgebiet zu schmuggeln und Verwundete aus Italien in die Schweiz zu schleusen. Dies geschah mit Kenntnis von Major Max Waibel, Leiter der Nachrichtendienstlichen Sektion 1 (NS-1, Rigi) der Schweizer Armee.
Anfang Mai 1945 wurde Inge Zeugin einer geheimen Operation, als Männer aus »ihrer« Villa einen Mann befreiten, der sich in der Gewalt anderer Partisanengruppen befunden hatte. Dieser Mann war SS-General Karl Wolff, Oberbefehlshaber der deutschen Truppen in Norditalien. Dieses Unternehmen unter dem Namen »Operation Sunrise«, in das auch der Schweizer Geheimdienst involviert war, beendete den Krieg in Norditalien 6 bis 8 Wochen früher. Es war Teil eines Deals der Deutschen mit den Amerikanern, dank dem es auch gelang, italienische Kulturschätze wie da Vincis »Abendmahl« in Mailand vor der drohenden Zerstörung zu bewahren.
Im Mai 1945, nach Kriegsende, entließen die Amerikaner Inge und Otto aus ihren Diensten. Es herrschte nun Kalter Krieg in Europa, die Prioritäten wurden anders gesetzt. Eine Fortführung ihrer Spionagetätigkeit gegen die Sowjets in Wien wurde von Inge und Otto Kollmann abgelehnt.

## Musikkarriere

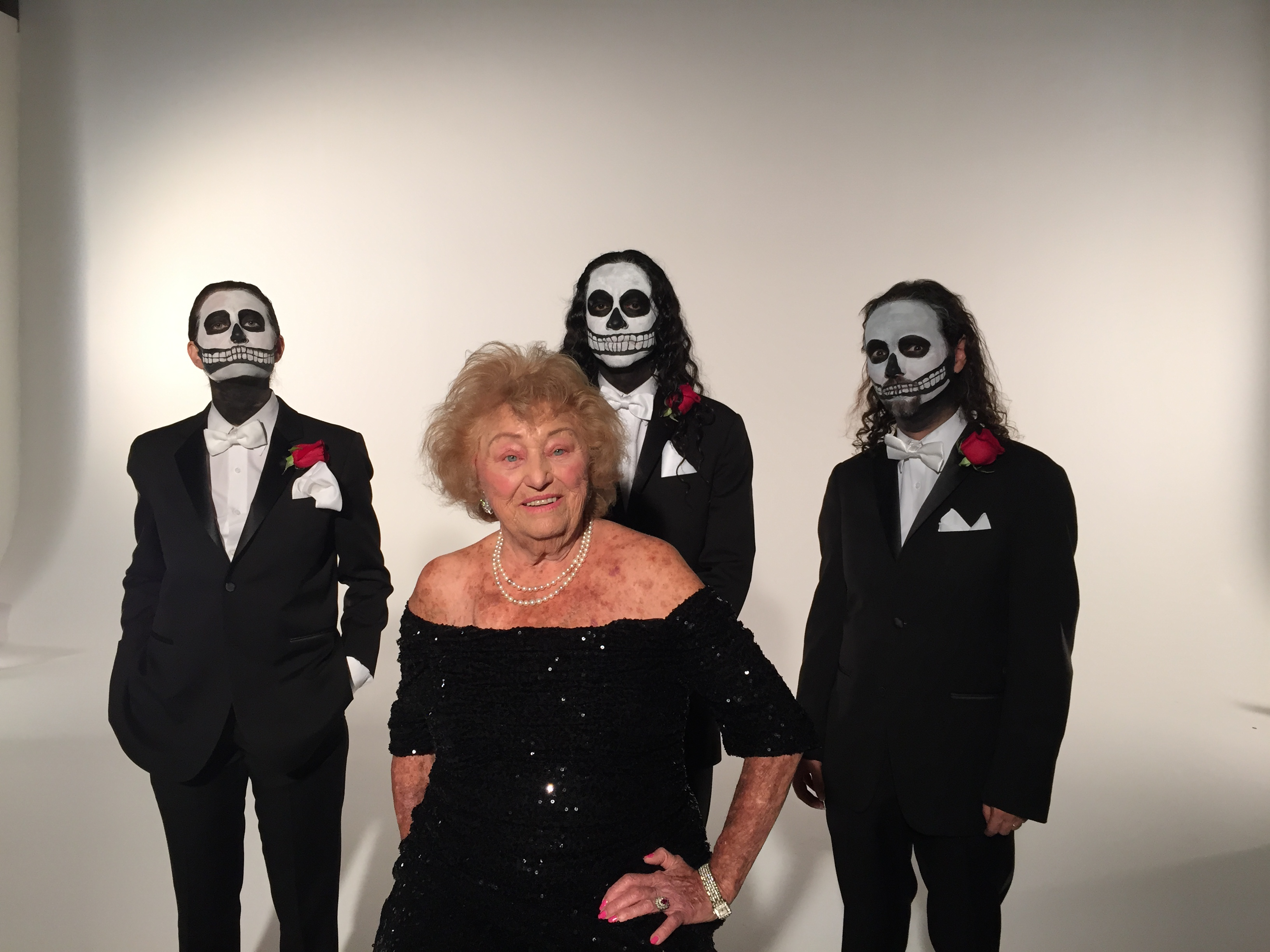
Inge and the TritoneKings, 2014

1949 wurden die Kollmanns von der Schweizer Firma Musikvertrieb als Hauskomponisten angeheuert. Pro Woche komponierte Otto Kollmann zehn Lieder, von denen dann ein oder zwei ausgewählt wurden. Interpreten waren die bekannten Stars wie Vico Torriani und Lys Assia. Die Firma Musikvertrieb wurde in die TELDEC Telefunken-Decca Schallplatten GmbH integriert, welche aus der deutschen Telefunken und der britischen DECCA entstanden war. Über die Vermittlung eines Freundes konnten die Kollmanns ihre Musik auch an die Gloria-Filmgesellschaft verkaufen. Bekannte Lieder sind etwa Der Cowboy hat immer ein Mädel, Madeleine oder Sing, sing Gitano.
1955 wurde das Ehepaar Kollmann von Capitol Records angeworben, um Lieder für Hollywood zu schreiben. Trotz der Bekanntschaft mit Größen wie Doris Day, Dean Martin oder Nat King Cole fühlte sich das Ehepaar dort nicht wohl und kehrte bald zurück nach Europa. Trotzdem hinterließen sie ihre Spuren dort, z. B. mit Dean Martins Try Again oder Nat King Coles Merci, Merci.
Ginsberg startete 2013 eine zweite Musikkarriere, als sie sich mit dem Lied Inge Ginsbergs Song für den Eurovision Song Contest 2014 bewarb. Das Lied über Selbstmorde bei jungen Menschen schied aber in der Vorrunde für die Schweiz aus.
»Sing und iss und trink und lach, dann fährt der Teufel zur Hölle ab« heißt es im Lied Totenköpfchen, das Inge Ginsberg zusammen mit der Metal-Band The TritoneKings im Schweizer Vorentscheid für den Eurovision Song Contest 2015 sang. Im Publikums-Voting erreichten sie jedoch den letzten (18.) Rang. Für den Schweizer Beitrag zum Eurovision Song Contest 2016 in Schweden ist dann ein neues Lied komponiert und geschrieben worden. Auch hier arbeitete Inge Ginsberg wieder mit den TritoneKings zusammen.

## Werke
- Die Partisanenvilla. Erinnerungen an Flucht, Geheimdienst und zahlreiche Schlager. Herausgegeben von Manfred Flügge. DTV, München 2008, ISBN 978-3-423-24680-4.
- No Flowers in the Rainforest. Gray Rabbit Publishing, New York 2013, ISBN 978-1-61720-741-9 (als Inge Ginsberg-Kruger).
- A Life Story. The Poems of Inge Ginsberg. Gray Rabbit Publishing, New York 2014, ISBN 978-1-62755-632-3.